# Tomate
El tomate o jitomate es el fruto de la planta Solanum lycopersicum, el cual tiene importancia culinaria, y es una verdura. Siendo el tomate clasificado botánicamente como un fruto, más precisamente como una baya, es comúnmente usado en arte culinario como un ingrediente vegetal o también como guarnición.

## Nombre y etimología
El nombre proviene de xitomatl, en la lengua mexica náhuatl. La palabra jitomate procede del náhuatl xictomatl, y este de xictli ‘ombligo’, tomohuac ‘gordura’ y atl ‘agua’; es decir, el significado de jitomate (o xictomatl) sería ‘ombligo de agua gorda’. Debe notarse que, aunque la palabra tomate viene del náhuatl tomatl, en el centro de México el tomate rojo se conoce como jitomate (en todo el norte y sur de México, se conoce como tomate), y aunque el nombre jitomate solamente debe usarse para referirse a una especie de tomate muy grande, rojo y que da la apariencia de tener un ombligo, muchas personas lo llaman así para diferenciarlo de la variedad de tomate verde (Physalis ixocarpa), que también se conoce como tomatillo o tomate verde, y que es diferente de un tomate rojo no maduro, también de color verde —pertenece a un género de las mismas familia (Solanaceae) y subfamilia (Solanoideae) que el género Solanum, pero no a la misma tribu—.

## Composición y valor nutricional
El tomate es un alimento con escasa cantidad de calorías. De hecho, 100 g de tomate aportan solamente 18 kcal. La mayor parte de su peso es agua, y el segundo constituyente en importancia son los carbohidratos. Contiene azúcares simples que le confieren un ligero sabor dulce, y algunos ácidos orgánicos que le otorgan el sabor ácido característico. El tomate es una fuente importante de ciertos minerales (como el potasio y el magnesio). De su contenido en vitaminas destacan la B1, B2, B5 y la C. Presenta también carotenoides como el licopeno (pigmento que da el color rojo característico al tomate). La vitamina C y el licopeno son antioxidantes con una función protectora del organismo humano. Durante los meses de verano, el tomate es una de las fuentes principales de vitamina C. En la tabla de la derecha se provee información sobre los principales constituyentes nutritivos del tomate.

## Variedades

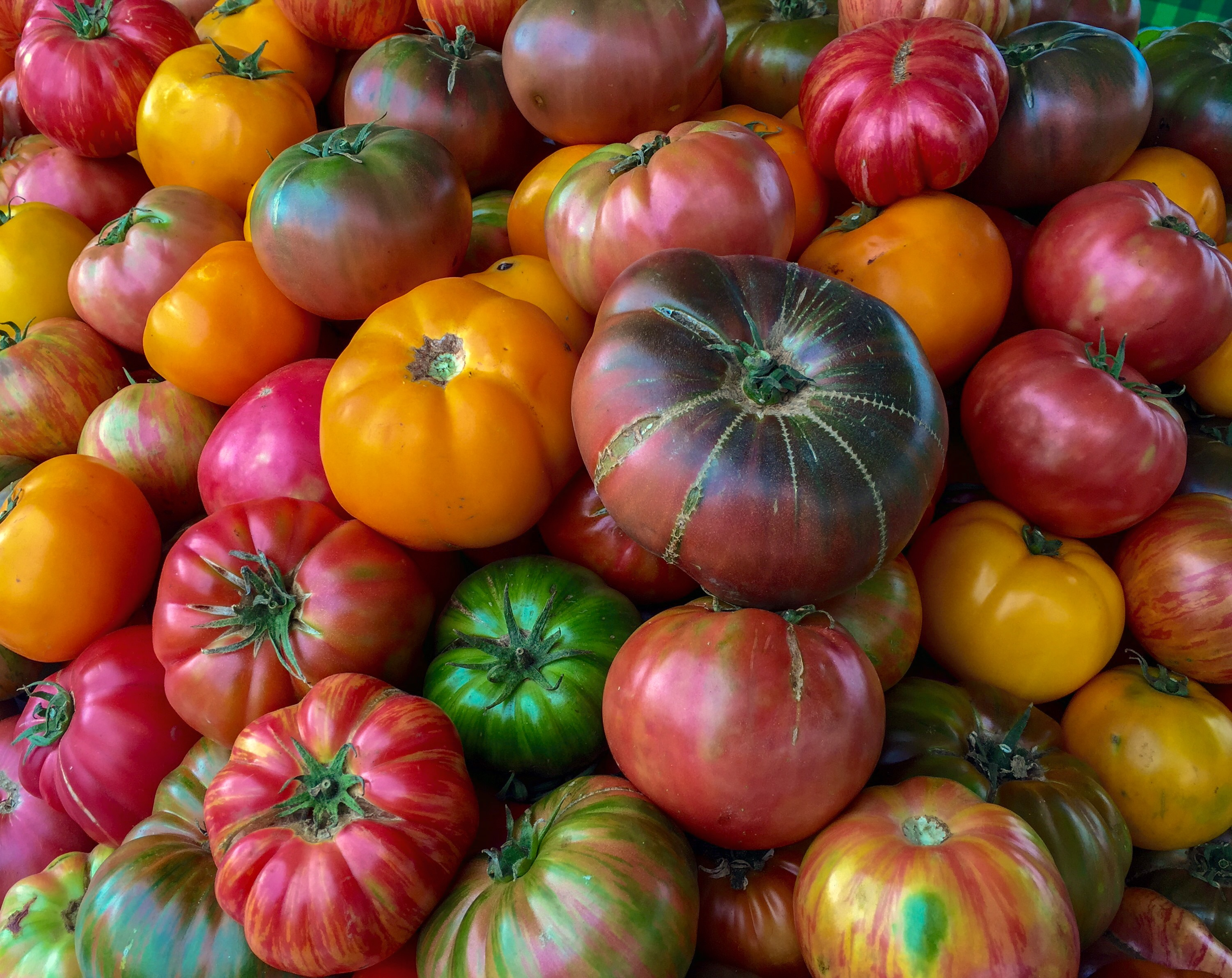
Variedad de tomates Heirloom

El tomate es una de las hortalizas más consumidas a nivel mundial, por lo que existen muchos tipos de variedades, cada una de las cuales satisface una demanda en particular. Entre ellas podemos encontrar las siguientes:
- Tomate bola o redondo
Es un tomate de gran tamaño, redondo y con mucha pulpa. Alcanza diámetros de entre 5,4 y 9 cm. Internacionalmente, es un tomate de alta demanda. Puede presentarse en racimos de cuatro o cinco frutos, aunque esto último es más complejo de producir.
- Tomate cherri o cereza
Es una de las variedades más conocidas. Se caracteriza por su pequeño tamaño (entre 2 y 3,5 cm) y su elevado contenido de azúcar.
- Tomate cocktail
Es una variedad considerada gourmet y su destino principal son las ensaladas. Se caracteriza por ser redondo o aperado, con un diámetro de entre 3,5 y 4,5 cm.
- Tomate Heirloom
También conocido como «tomate reliquia». Es una variedad ancestral caracterizada por su aspecto arriñonado y diversidad de colores y tamaños. Es muy sensible a las enfermedades y tiene una corta vida una vez recolectado. En España existe un subtipo de este conocido como Tomate Raf.
- Tomate ibériko
Los tomates ibériko son una variedad de tomate especialmente apreciada por su sabor dulce y su textura carnosa. Originarios de la península ibérica, estos tomates destacan por su color rojo intenso y su forma redonda y jugosa. Ideales para ensaladas, gazpachos y platos gourmet.
- Tomate tipo Saladette o Roma
Se caracteriza por su forma ovalada y pulpa abundante. Es el tomate más popular en México, el cual se destina principalmente para consumo interno fresco. Es la variedad a la que habitualmente se hace referencia, en las regiones central y sur, como jitomate.
- Tomate Tip Top
De forma redondeada, tamaño medio / grande y color rosa, es una variedad de sabor agradable, textura suave, piel fina y caldoso, dando un toque especial a las ensaladas. Se cultivan en España (Granada y Almería).
- Tomate uva o uvalina

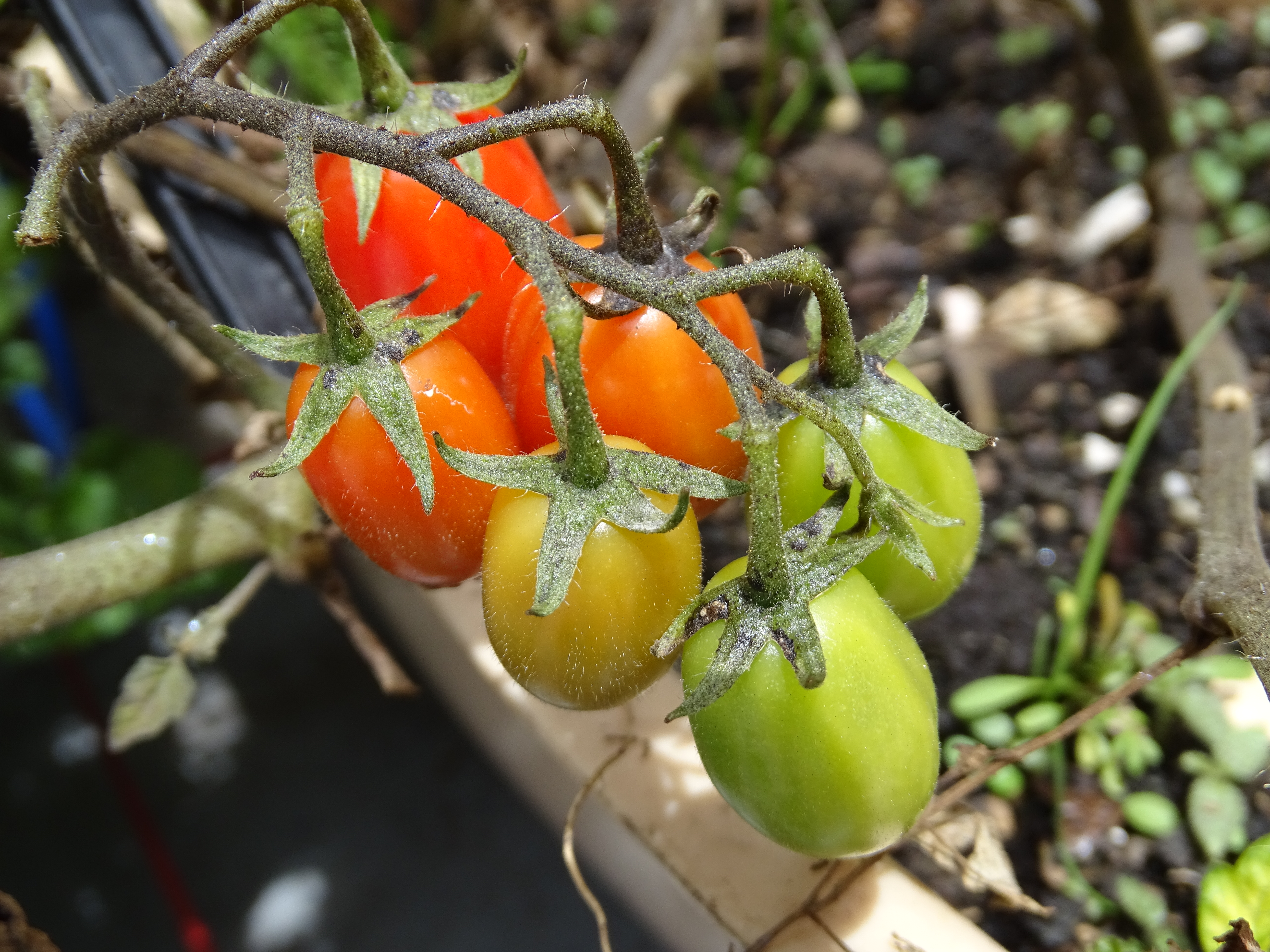
Racimo de tomates uva en diferentes estados de maduración

Es de forma aperada y tiene un diámetro intermedio entre el tomate cherri y el cocktail. Se suele recolectar en racimos.

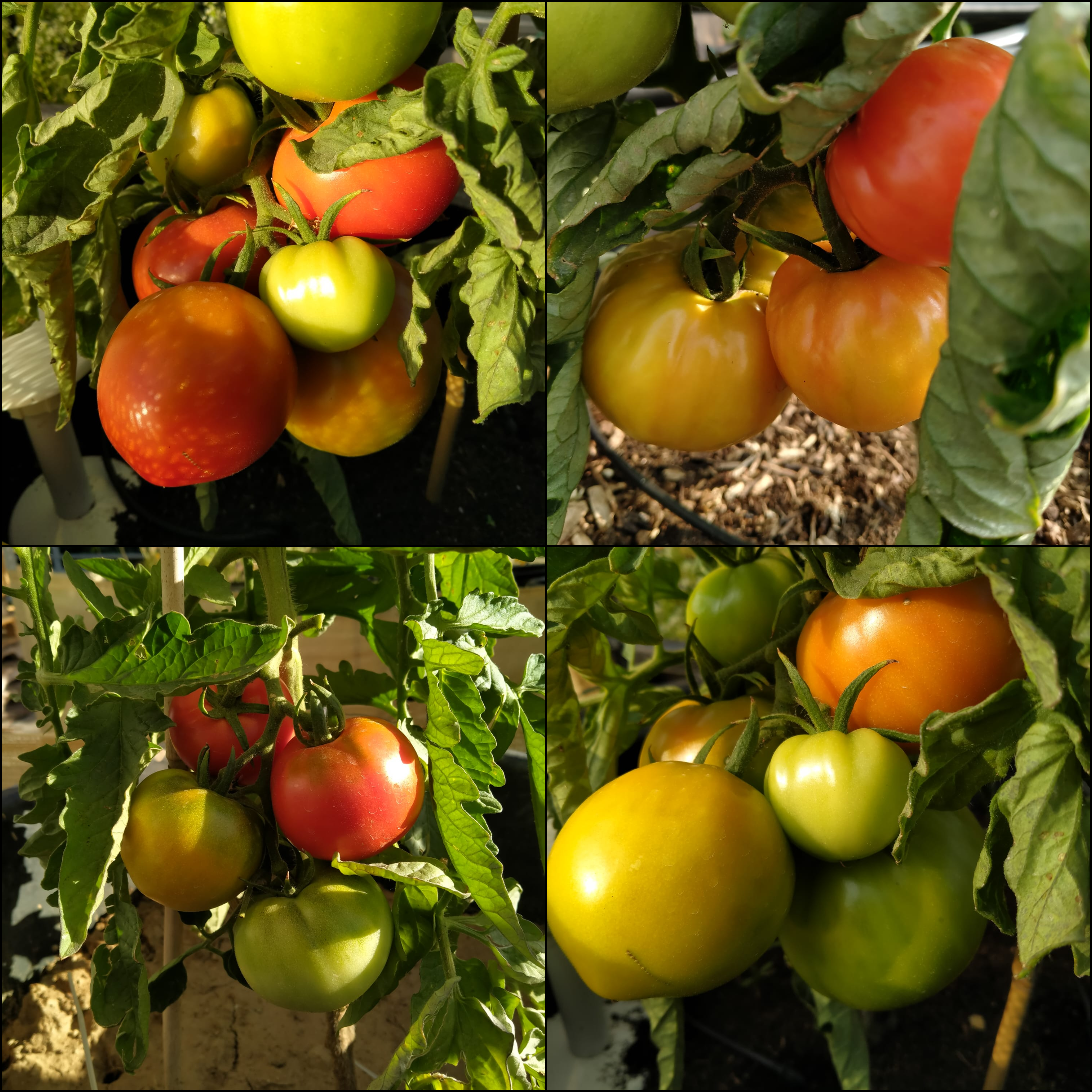
Tomates de variedad "Moruno de Aranjuez" en la planta en la ciudad de Madrid en varios estadios de maduración

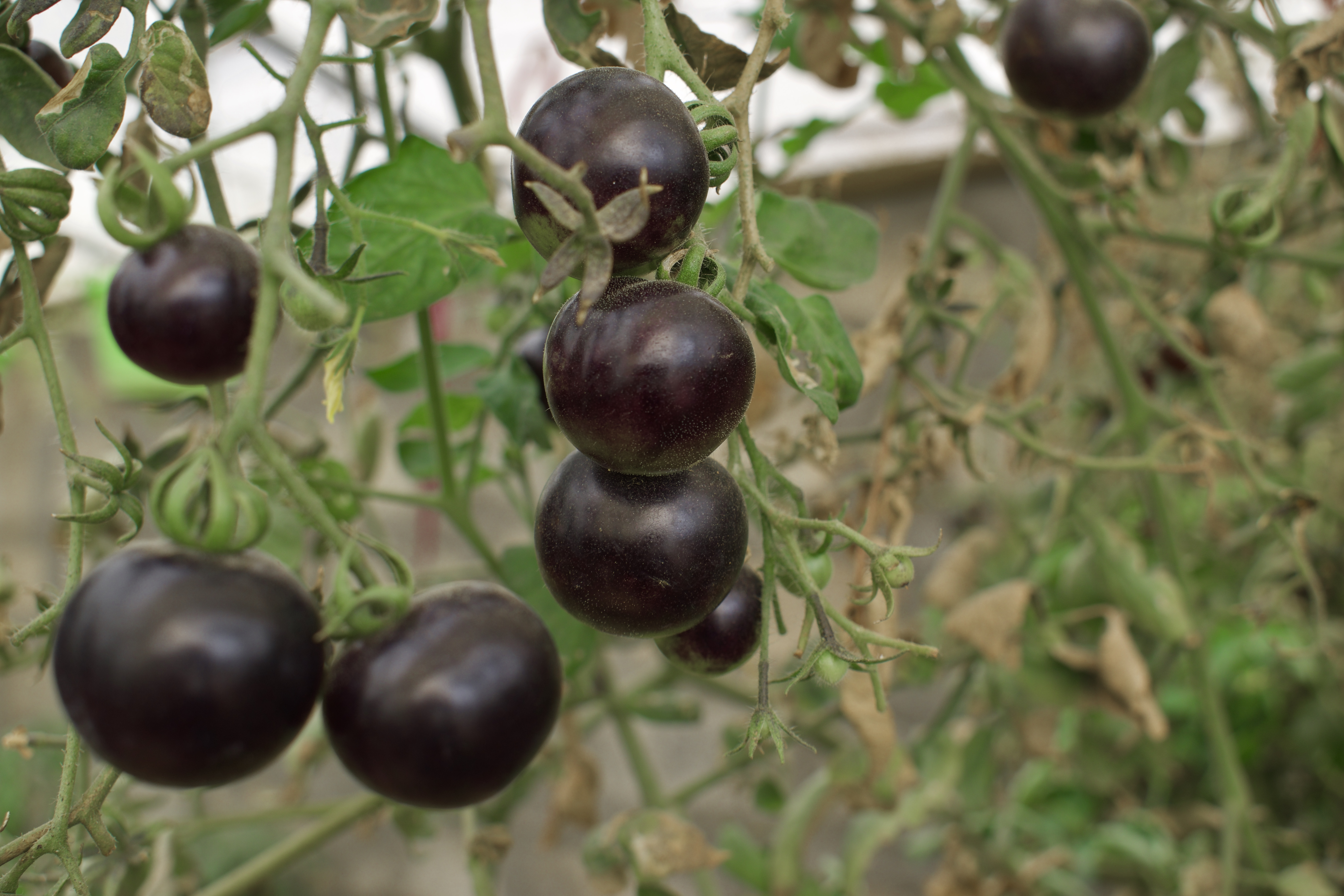
Tomates negros cultivados en Koy Sanjaq, Kurdistán iraquí.

Otras variedades
- Tomate corazón de buey
- Tomate de La Cañada-Níjar
- Tomate de Paquino
- Tomate de pera
- Tomate de Santorini
- Tomate Kumato
- Tomate limachino antiguo
- Tomate rosa de Barbastro
- Tomate San Marzano

## Productos derivados
Las dos categorías principales para consumo humano son el tomate fresco y el procesado y sus características principales son las siguientes:
- Tomate fresco: la mayor parte del peso fresco del fruto es agua, siendo los sólidos solamente un 5 %. Estos sólidos consisten en sustancias insolubles en agua, tales como paredes celulares, y solubles en agua como azúcares y ácidos orgánicos. La cantidad de azúcares presentes en el fruto (aproximadamente la mitad del contenido total de sólidos) y la cantidad de ácidos (alrededor de un octavo del total de sólidos) determinan el sabor del tomate. Una alta cantidad de azúcares y una alta concentración de ácidos es la mejor combinación para obtener un muy buen sabor.
- Tomate procesado: los tomates procesados son aquellos que se enlatan o que se cocinan para obtener salsas o pasta de tomate. Las variedades que se utilizan con esos objetivos son más firmes y de paredes más gruesas que las de los tomates para consumo fresco.[4] De ese modo conservan su forma después de la cocción. La remoción de agua del tomate es un proceso bastante costoso; por esa razón en la industria se prefieren las variedades que presentan un alto contenido de sólidos insolubles en agua. Son diversos los productos que se incluyen en esta categoría:
  - Zumo de tomate: es el zumo obtenido de tomates triturados. Se lo utiliza generalmente para beber, solo o combinado con otras bebidas en cócteles, el más famoso de los cuales es el Bloody Mary. Muchas veces, el zumo de tomate que se adquiere en los comercios viene con algunos aditivos, tales como sal, ajo en polvo, cebolla en polvo u otras especias.

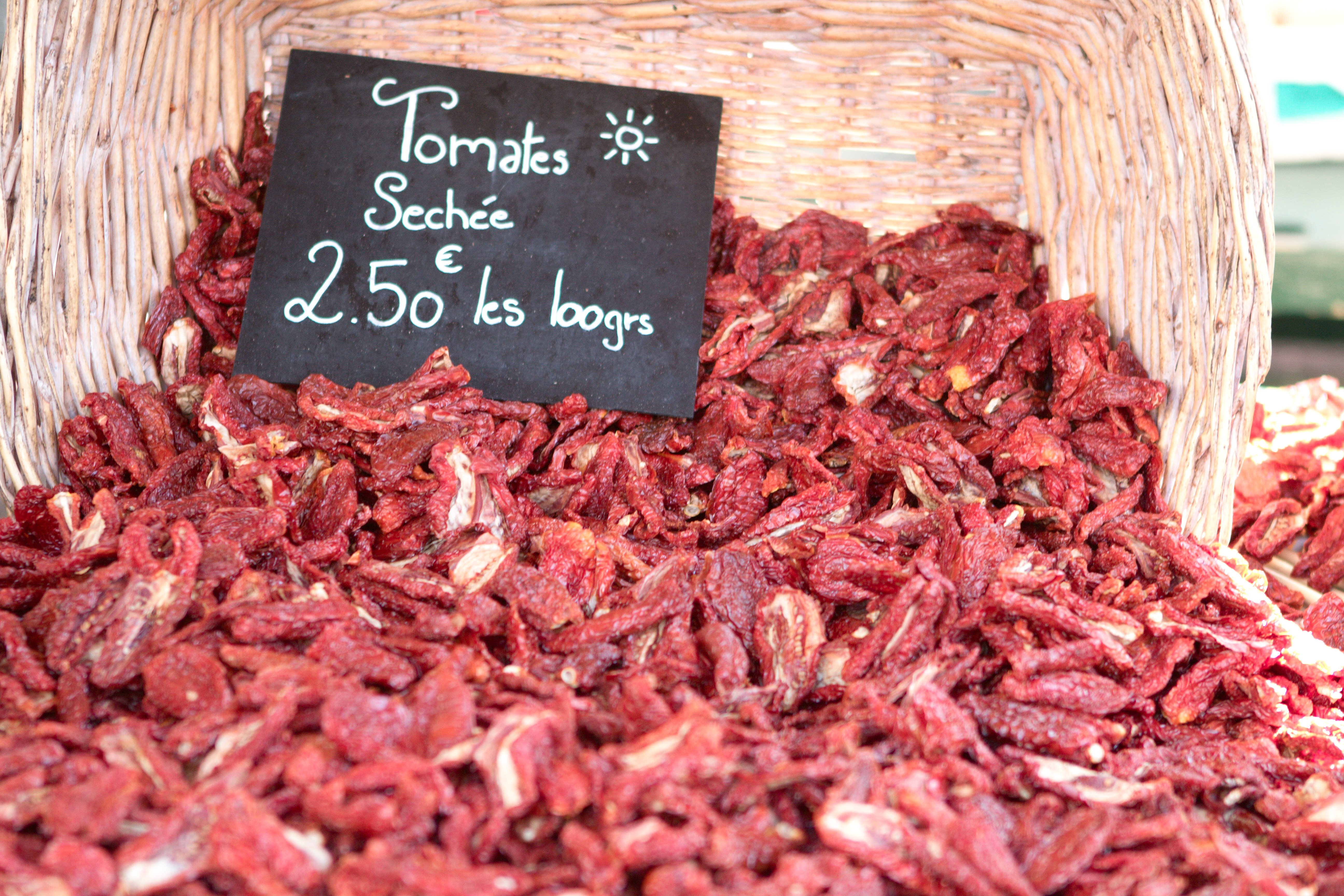
Los tomates secos son un ingrediente obligado en la preparación de muchas recetas culinarias

- - Tomates secos o deshidratados: son tomates cortados a los que se les ha separado las semillas y extraído el agua. En el proceso los tomates cortados y sin semillas se los escalda en agua a ebullición, se los escurre y se tratan con una solución de metabisulfito de sodio o salmuera. Más tarde se los seca al sol hasta que se tornen quebradizos sobre mallas plásticas.
  - Concentrados de tomate: según el Codex Alimentarius, se entiende por concentrado de tomate al producto preparado mediante la concentración del zumo obtenido de tomates rojos convenientemente sanos y maduros que ha sido filtrado o sometido a otras operaciones para eliminar del producto terminado la piel, las semillas y otras sustancias gruesas o duras. La concentración de sólidos solubles naturales totales deberá ser igual o mayor al 7 %. Se distinguen dos productos diferentes. El puré de tomate es el concentrado de tomate que contiene por lo menos el 7 %, pero no más del 24 % de sólidos solubles naturales totales, mientras que la pasta de tomate es el concentrado de tomate que tiene un contenido igual o mayor al 24 % de sólidos solubles naturales totales.[5]

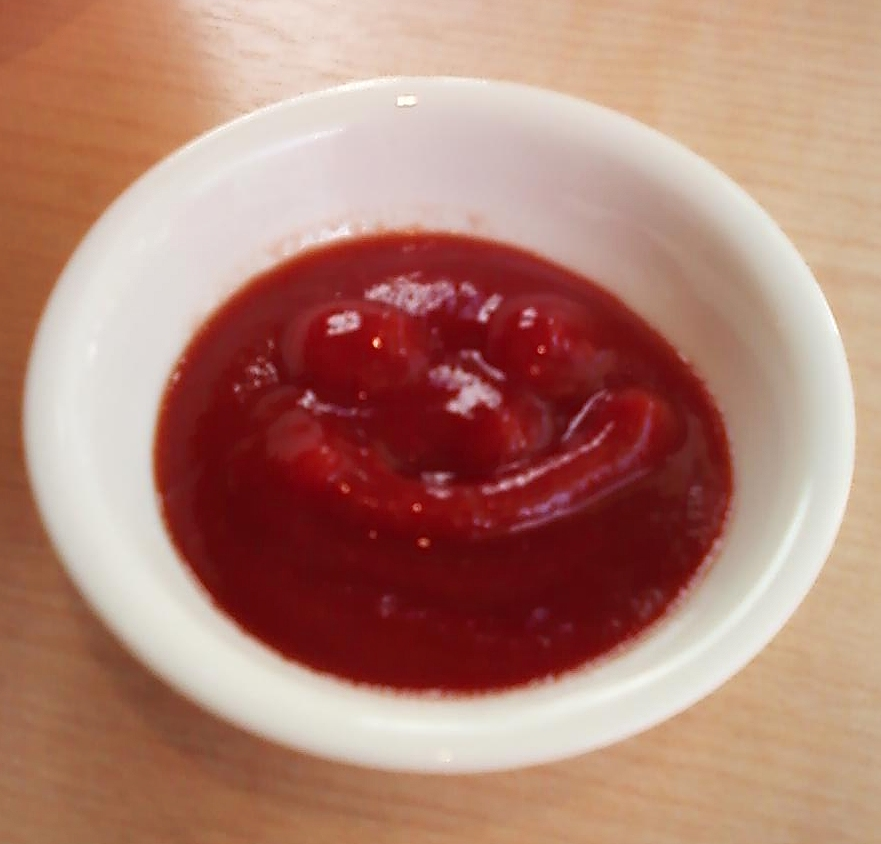
El kétchup, un aderezo derivado del tomate.

- - Mermeladas de tomate: elaborados cocinando la pulpa de la fruta en azúcar.
  - Salsas de tomate.

La salsa de tomate es una salsa o pasta elaborada principalmente de la pulpa de los tomates, a la que se le añade, dependiendo del tipo particular de salsa y del país, chiles rojos, cilantro, cebolla, vinagre o zumo de limón y sal o frituras de cebollas, albahaca, sal, aceite, ajo y varias especias. Puede adquirirse envasada en múltiples formas. En varios países, tales como Australia, Nueva Zelanda, India y Gran Bretaña el término salsa de tomate (tomato sauce) se refiere generalmente al kétchup, también conocido como cátsup. Es una salsa condimentada con vinagre, azúcar y sal, además de diversas especias. Por su parte, en países como Venezuela, Colombia y Ecuador el kétchup se denomina simplemente salsa de tomate.
La salsa de tomate y el kétchup presentan algunas diferencias entre sí: la salsa de tomate contiene aceite y el kétchup no, y este último contiene más tipos y cantidad de aditivos que la primera. En el kétchup, el contenido de azúcar varía entre el 3 y el 10 %, mientras que en la salsa de tomate se encuentra en cantidades mínimas (0,2 a 2 %), o se incluye como un aditivo corrector de la acidez de los tomates no maduros incluidos en el proceso. Además, el kétchup contiene vinagre, cosa que la salsa de tomate no posee.

## El licopeno

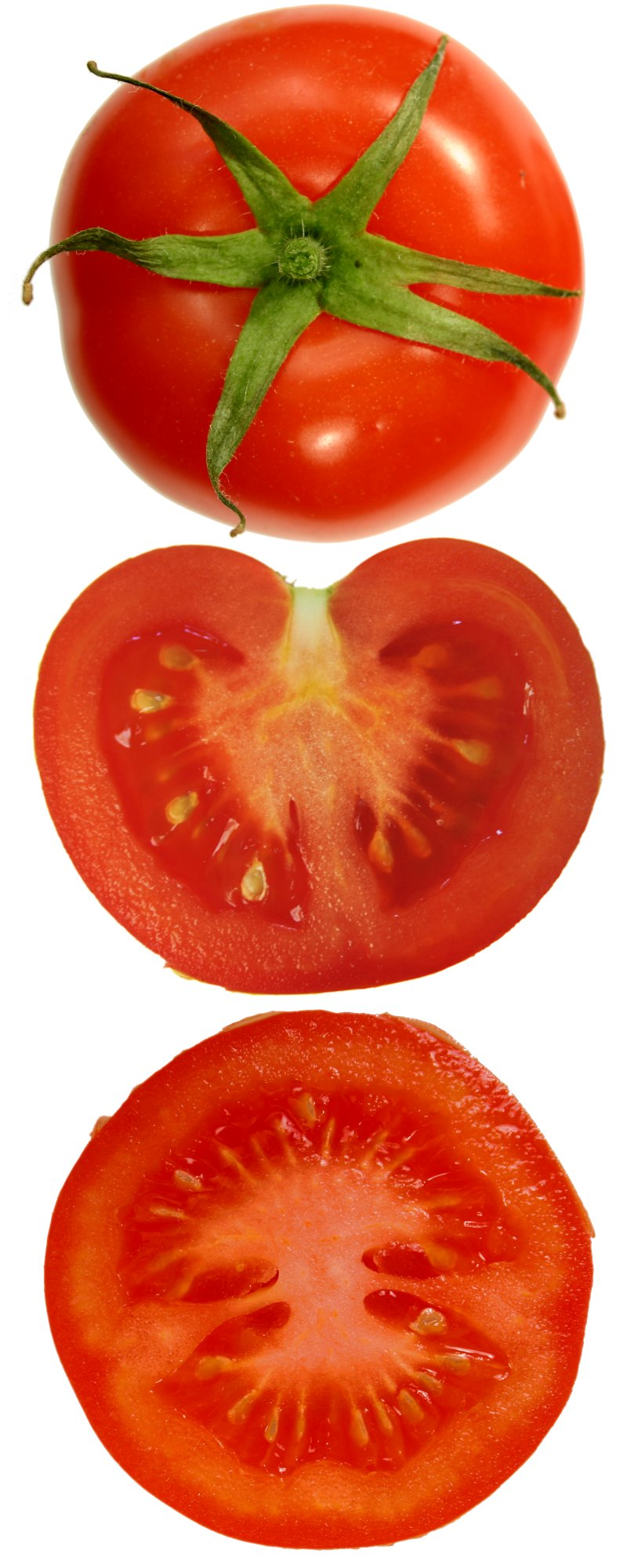
Tomate entero y partido por la mitad ecuatorial y la axial

En la dieta, el ser humano obtiene licopeno a partir de alimentos muy definidos, fundamentalmente a través del consumo de tomate y derivados (salsas, tomate frito, tomate triturado, kétchup, pizzas, zumos, espaguetis) y de sandía. En el tomate maduro, el carotenoide mayoritario es el licopeno que lo contiene en aproximadamente en un 83 % y en porcentaje también importante se encuentra el β-caroteno, entre un 3 y un 7 %, y otros como son el γ-caroteno, que al igual que el β-caroteno tienen actividad provitamínica A, fitoeno, fitoflueno, etc. El contenido en licopeno aumenta con la maduración de los tomates y puede presentar grandes variaciones según la variedad, condiciones del cultivo como el tipo de suelo y clima, tipo de almacenamiento, etc. La cantidad de licopeno en los tomates de ensalada está alrededor de 3000 µg/100 g y en los de «tipo pera» es más de diez veces esa cifra. De forma general, el contenido de licopeno es menor en los tomates cultivados en invernadero, en cualquier estación, que en los tomates producidos al aire libre durante el verano, así como también el contenido de licopeno es menor en frutos que se recolectan verdes y maduran en almacén en comparación con los frutos madurados en la tomatera.
El licopeno posee propiedades antioxidantes, y actúa protegiendo a las células humanas del estrés oxidativo, producido por la acción de los radicales libres, que son uno de los principales responsables de las enfermedades cardiovasculares, del cáncer y del envejecimiento. Además, actúa modulando las moléculas responsables de la regulación del ciclo celular y produciendo una regresión de ciertas lesiones cancerosas.
No se conoce exactamente las bases biológicas ni fisicoquímicas de estas propiedades, pero parecen directamente relacionadas con el elevado poder antioxidante del licopeno, mucho más que otros antioxidantes como la vitamina E o el β-caroteno. Un gran número de procesos cancerígenos y degenerativos están asociados a daños oxidativos sobre el genoma y los mecanismos genéticos de control de la proliferación y diferenciación celular. El licopeno actuaría como un poderoso neutralizador de radicales libres (óxido y peróxido) atenuando los daños oxidativos sobre los tejidos.
A través de ingeniería genética se ha conseguido incrementar considerablemente el contenido de licopeno del tomate. Así, se han obtenido plantas transgénicas que sobre-expresan la enzima fitoeno sintasa únicamente en los frutos. Estos tomates presentan más del doble de carotenoides, fitoeno, licopeno, caroteno y luteína que la variedad original sin transformar.

## Producción y comercio mundial

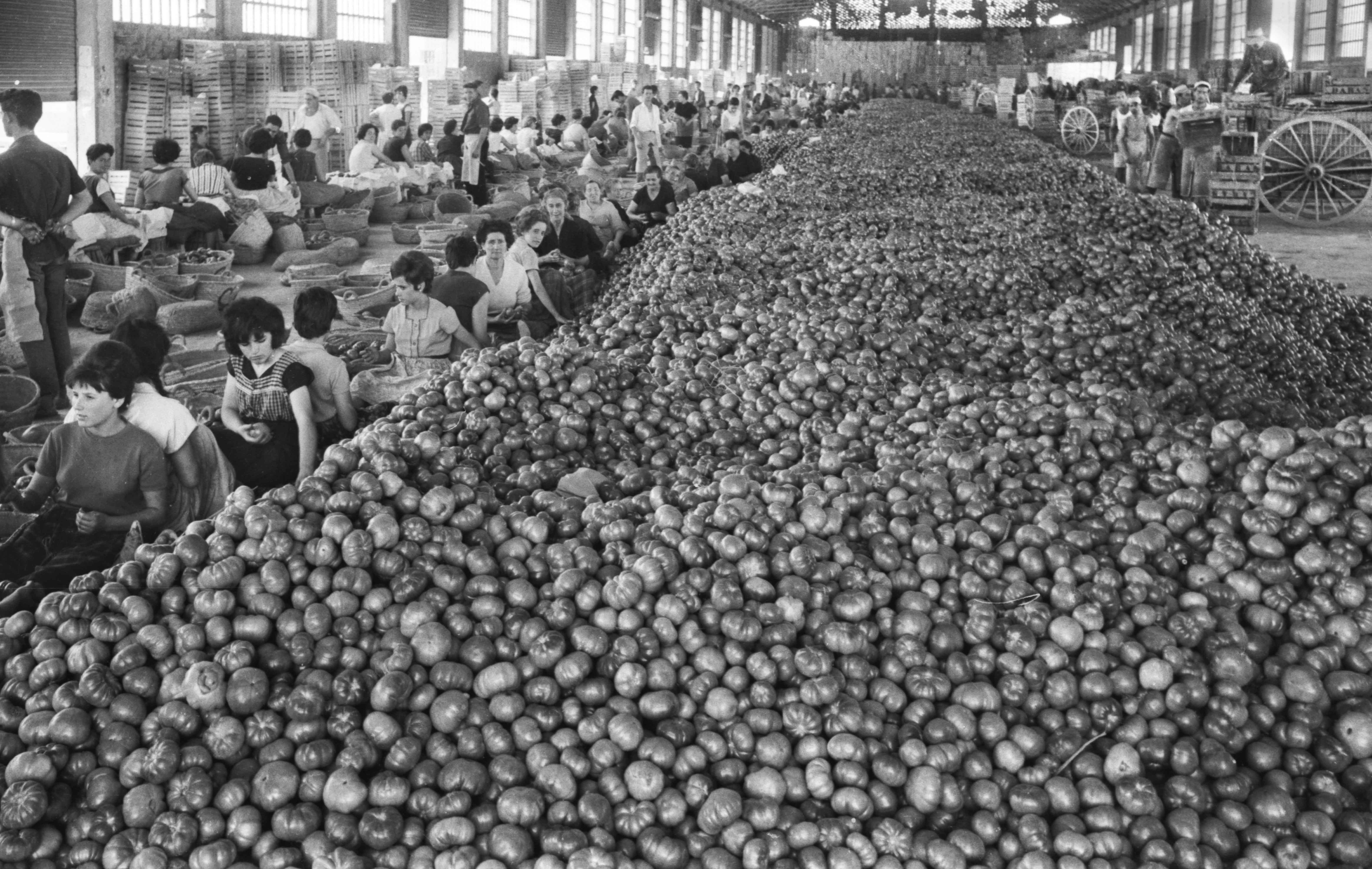
Producción de tomates en Alginet, 1963

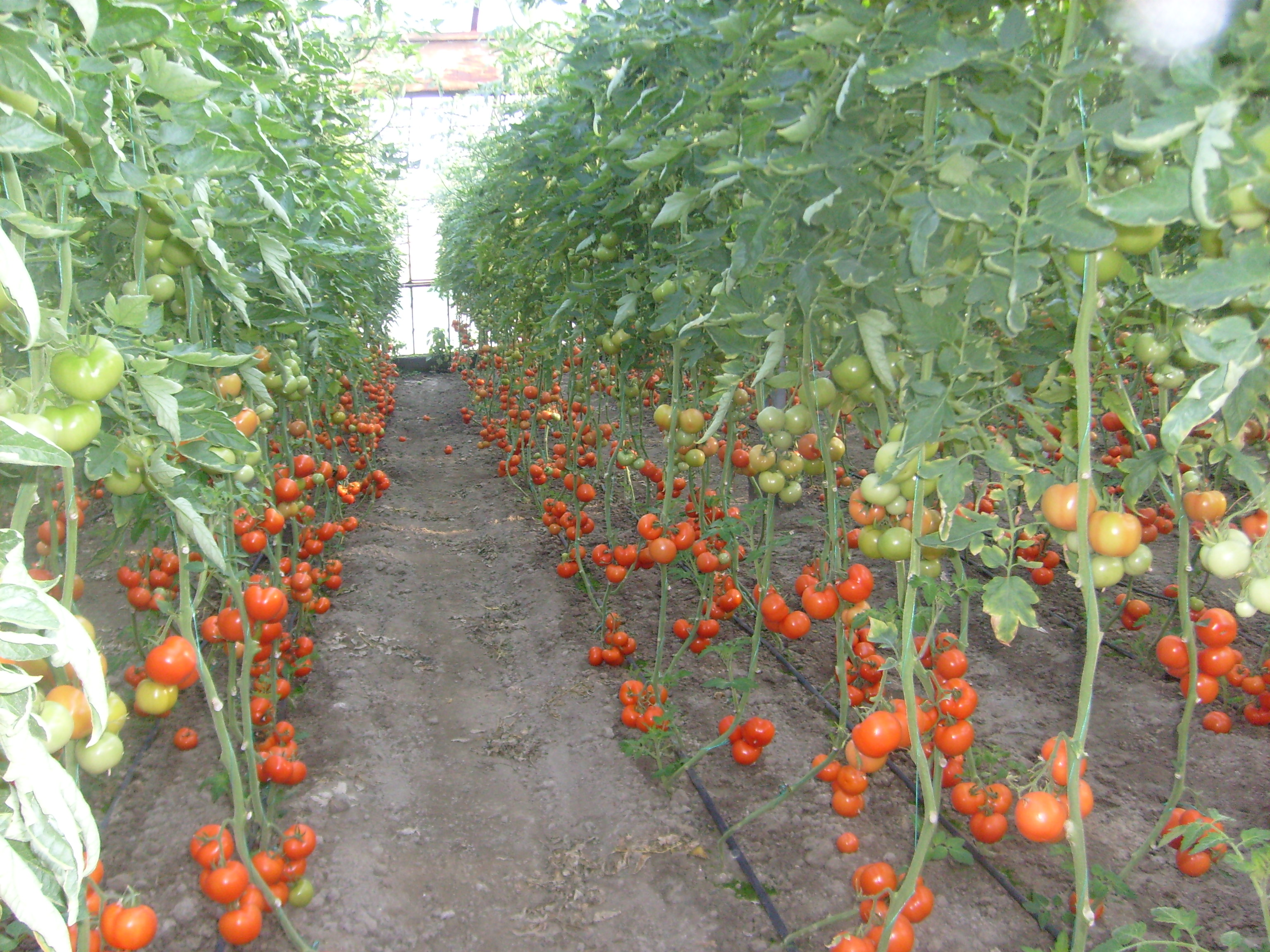
Cultivo comercial de tomates en Turquía

El tomate es el vegetal más comercializado del mundo, representando, en 2016, el 20,86 % de todos los vegetales frescos exportados anualmente. Ese año se sembraron 4,78 millones de hectáreas y se cultivaron 177,04 millones de toneladas, con un rendimiento promedio de 37,02 t/ha. Con el 56,71 % de la producción concentrada en cuatro países: China (31,81 %), India (10,39 %), Estados Unidos (10,36 %) y Turquía (7,12 %).
El aumento de la producción entre 2005 y 2016 fue de 29,08 %, a una tasa de crecimiento anual de 3,14 %. El crecimiento de la producción fue impulsado tanto por un aumento del 13,35 % en el área cosechada como por un aumento del 13,98 % en el rendimiento. Los principales países productores son:
| País           | Producción (2018) (toneladas) |
| -------------- | ----------------------------- |
| China          | 61 523 462                    |
| India          | 19 377 000                    |
| Estados Unidos | 12 612 139                    |
| Turquía        | 12 150 000                    |
| Egipto         | 6 624 733                     |
| Irán           | 6 577 109                     |
| Italia         | 5 798 103                     |
| España         | 4 768 595                     |
| México         | 4 559 375                     |
| Brasil         | 4 110 242                     |
| Total mundial  | 182 257 460                   |

Los principales países exportadores de pasta y puré de tomate son China, la Unión Europea, Estados Unidos, Chile y Turquía. No obstante, China es holgadamente el exportador mundial más importante. De hecho, el 85 % de la producción de tomate en ese país se destina a la exportación, creciendo a una tasa del 33 % anual en el período 1999-2006.
Durante el año 2020, los principales países importadores de tomates y sus productos derivados fueron Estados Unidos, Alemania, Francia, Rusia y Reino Unido. Siendo Estados Unidos el mayor importador de este producto, acumuló ese año un balance interanual negativo de más de 2605 millones de dólares.
| País           | Total importado (toneladas) | Valor de las importaciones (miles de dólares) |
| -------------- | --------------------------- | --------------------------------------------- |
| Estados Unidos | 1 838 371                   | 2 918 319                                     |
| Alemania       | 731 370                     | 1 540 601                                     |
| Francia        | 507 483                     | 719 404                                       |
| Rusia          | 467 068                     | 525 128                                       |
| Reino Unido    | 375 537                     | 622 465                                       |
| Pakistán       | 365 380                     | 64 547                                        |
| Arabia Saudita | 303 924                     | 126 695                                       |
| Países Bajos   | 233 137                     | 336 331                                       |
| Canadá         | 188 435                     | 319 139                                       |
| Polonia        | 173 090                     | 268 647                                       |
| Total mundial  | 7 221 457                   | 9 631 465                                     |